# Списък на обекти на световното наследство в Чехия
В списъка на световното културно и природно наследство на ЮНЕСКО в Чешката република влизат 12 обекта (към 2012 г.), което представлява 1,2% от общия им брой по света. Всички обекти в този списък са включени по културен критерий, а 3 от тях са признати за шедьоври на човешкия гений (критерий i). Освен това, по състояние към 2012 г., 16 обекта на територията на Чехия влизат в числото на кандидатите за включване в списъка на световното наследство. Чешката република ратифицира Конвенцията за съхраняване на световното културно и природно наследство на 26 март 1993 г., макар че първите три обекта, намиращи се на територията на страната са включени в списъка още през 1992 г. (на 16-а сесия на Комитета за световно наследство на ЮНЕСКО), когато тя все още е част от Чехословакия.

## Списък
| #  | Картинка | Име | Местоположение                    | Време на създаване           | Година на влизане в списъка | №    | Критерии   |
| -- | -------- | --- | --------------------------------- | ---------------------------- | --------------------------- | ---- | ---------- |
| 1  |          | Историческият център на Прага (на чешки: Historické centrum Prahy a zámecký park Průhonice) | Прага                             | XI—XVIII век                 | 1992                        | 616  | ii, iv, vi |
| 2  |          | Историческият център на Чески Крумлов (на чешки: Historické centrum Českého Krumlova) | Южночешки край Чески Крумлов      | XIII век                     | 1992                        | 617  | iv         |
| 3  |          | Историческият център на Телч (на чешки: historické centrum Telče) | Височински край Телч              | XIV век                      | 1992                        | 621  | i, iv      |
| 4  |          | Поклонническа църква „Свети Йоан Непомуцки“ на Зелена Хора (на чешки: Kostel svatého Jana Nepomuckého na Zelené hoře) | Височински край Ждяр над Сазава   | Началото на XVIII век        | 1994                        | 690  | iv         |
| 5  |          | Кутна Хора: историческият център на града с църквата Света Варвара и катедралния храм на Богородица в Седлеце (на чешки: historické centrum Kutné Hory s kostelem svaté Barbory a chrámem Nanebevzetí Panny Marie v Sedlci) | Средночешки край Кутна Хора       | Първата половина на XIII век | 1995                        | 732  | ii, iv     |
| 6  |          | Културният комплекс Леднице-Валтице (на чешки: Lednicko-valtický areál) * Леднице * Валтице | Южноморавски край Леднице Валтице | XVII—XX век                  | 1996                        | 763  | i, ii, iv  |
| 7  |          | Архиепископският замък и градина в Кромержиж (на чешки: Arcibiskupský zámek a zahrady v Kroměříži) | Злински край Кромержиж            | 1497 (замък)                 | 1998                        | 860  | ii, iv     |
| 8  |          | Историческото село Холашовице (на чешки: Holašovice) | Южночешки край Холашовице         | XVIII—XIX век                | 1998                        | 861  | ii, iv     |
| 9  |          | Замъкът в град Литомишъл (на чешки: Zámek Litomyšl) | Пардубицки край Литомишъл         | 1568—1581                    | 1999                        | 901  | ii, iv     |
| 10 |          | Колоната на Пресветата Троица в Оломоуц (на чешки: Sloup Nejsvětější Trojice v Olomouci) | Оломоуцки край Оломоуц            | 1754                         | 2000                        | 859  | i, iv      |
| 11 |          | Вила Тугендхат в Бърно (на чешки: Vila Tugendhat) | Южноморавски край Бърно           | 1928—1930                    | 2001                        | 1052 | ii, iv     |
| 12 |          | Еврейският район и базиликата Свети Прокоп в Тршебич (на чешки: Židovská čtvrť, hřbitov a bazilika svatého Prokopa v Třebíči)                                                                                               | Южноморавски край Тршебич         |                              | 2003                        | 1078 | ii, iii    |

## Предварителен списък
В таблицата обектите са разположени по реда на добавянето си. В този списък са посочени обекти, предложени от правителството на Чехия в качеството си на кандидати за влизане в списъка на световното наследство.
| #  | Картинка | Име | Местоположение                                                                 | Време на създаване                  | Година на влизане в предварителния списък | №    | Критерии           |
| -- | -------- | --- | ------------------------------------------------------------------------------ | ----------------------------------- | ----------------------------------------- | ---- | ------------------ |
| 1  |          | Къща от епохата на Ренесанса в Славонице (на чешки: Slavonice) | Южночешки край                                                                 | XV—XVI век                          | 2001                                      | 1507 | i, ii, iv          |
| 2  |          | Хартиена фабрика във Велке Лосина (на чешки: Ruční papírna ve Velkých Losinách) | Оломоуцки край                                                                 | Края на XVI—началото на XVII век    | 2001                                      | 1508 | ii, iv             |
| 3  |          | Веригата от рибарници в Тршебонския басейн (на чешки: Rybníky v Třeboňské pánve) | Южночешки край                                                                 | XVI век                             | 2001                                      | 1509 | i, ii, iii, iv, v  |
| 4  |          | „Скалните градове“ в Чешки рай (на чешки: Český ráj) | Градове: Млада Болеслав, Ичин Средночешки край, Краловохрадецки край           | -                                   | 2001                                      | 1511 | не са указани      |
| 5  |          | Обекти на Великоморавия: (на чешки: Archeologické muzeum Mikulčice-Valy / Kostel svaté Markéty Antiochijské poblíž obce Kopčany) * Славянско селище в Микулчице * Църква Света Маргарита в Копчани                                                         | а) Чехия Южноморавски край б) Словакия Търнавски край (Съвместно със Словакия) | VI—X век                            | 2001                                      | 1559 | iii, v             |
| 6  |          | Промишлените комплекси в Острава (на чешки: Ostrava) | Моравско-силезки край                                                          | XIX—XX век                          | 2001                                      | 1560 | i, iv, v           |
| 7  |          | Крепостта Терезин (на чешки: Pevnost Terezín) | Устецки край                                                                   | 1780-те—1790-те години              | 2001                                      | 1561 | i, ii, iv          |
| 8  |          | Минералните извори в Лухачовице (на чешки: Prameny v Luhačovicích) | Злински край                                                                   | XIX век                             | 2001                                      | 1562 | i, ii, iii, iv     |
| 9  |          | Каменните скулптури „Бетлем“ близо до Кукс (на чешки: Sochařsko-krajinářskou realizací Betlém u Kuksu) | Краловохрадецки край                                                           | 1718—1732                           | 2001                                      | 1563 | i, ii, iv          |
| 10 |          | Замъкът Карлщейн (на чешки: Karlštejn) | Средночешки край                                                               | 1348                                | 2001                                      | 1564 | i, ii, iv          |
| 11 |          | Разширяване на обекта на световното наследство „Исторически център на Прага“ с паметници на архитектурата в околностите му (на чешки: Müllerova vila / Břevnovský klášter / Letohrádek Hvězda) * Вила Мюлер * Бржевновски манастир * Летният дворец Звезда | Столица Прага                                                                  | а) 1920-те б) XVIII век в) 993—1708 | 2001                                      | 1565 | i, ii, iv          |
| 12 |          | Културният ландшафт на конната ферма в Кладруба над Лабем (на чешки: Národní hřebčín Kladruby nad Labem) | Либерец Пардубицкий край                                                       | XVI век                             | 2007                                      | 5151 | ii, iv, v          |
| 13 |          | Йещедска телевизионна кула и хотел на върха на планината Йещед (на чешки: Hotel a vysílač na Ještědu) | Либерецки край                                                                 | 1968                                | 2007                                      | 5152 | i, ii, iv          |
| 14 |          | Жатец (на чешки: Žatec) | Устецки край                                                                   | 1261                                | 2007                                      | 5153 | ii, iii, iv        |
| 15 |          | Западночешкият курортен триъгълник (на чешки: Karlovy Vary / Mariánské Lázně / Františkovy Lázně) * Карлови Вари * Марианске Лазне * Франтишкови Лазне | Карловарски край                                                               | а) 1350 б) 1273 в) XV век           | 2008                                      | 5378 | ii, iii, iv        |
| 16 |          | Международният планински промишлен ландшафт Медни планини (на чешки: Mezinárodní těžební krajiny z Krušné hory) | Карловарски край, Устецки край                                                 | XII—XVI века                        | 2012                                      | 5691 | ii, iii, iv, v, vi |